# 仮議会 (1689年)
1689年仮議会 (1689ねんかりぎかい、英: Convention Parliament) とは、1689年1月22日から2月12日まで開かれたイングランド議会である。ジェームズ2世の退位とウィリアム3世及びメアリー2世の、イングランド及びアイルランド王位への即位を宣言した。
1689年3月にはスコットランドでも議会が開かれ(Convention of Estates (英語版))1689年権利主張法が制定されて、スコットランド王位もウィリアム3世とメアリー2世に授与されることが確認された。

## 1688年の会議

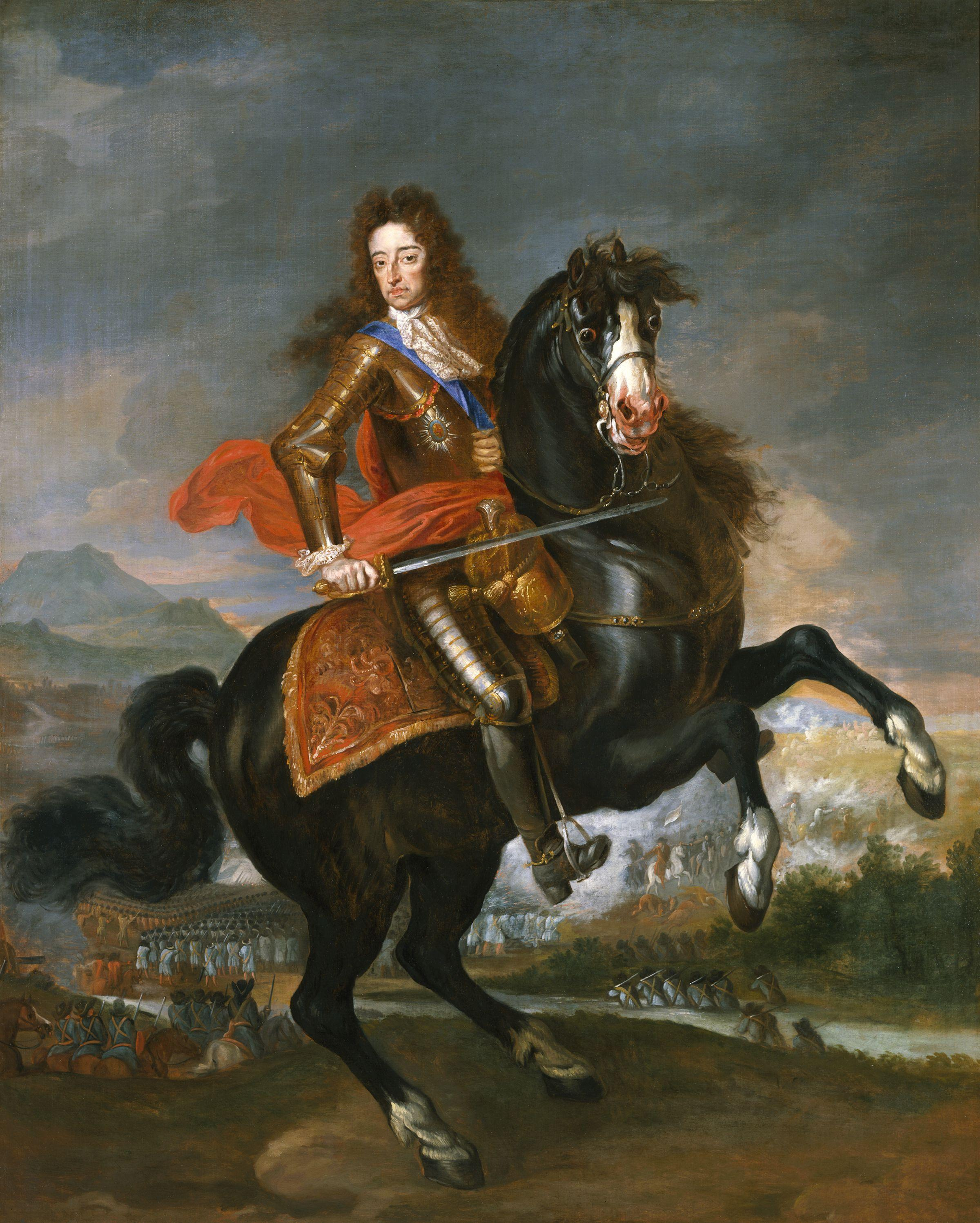
ウィリアム3世
1690年頃
作者不詳

名誉革命直後、亡命中捕らえられたジェームズ2世とウィレム3世 (後のウィリアム3世) がロンドンに近づくと、ロチェスター伯ローレンス・ハイドは世俗貴族や聖職者を招集し、彼らは1688年12月12日、イングランド暫定政府を発足した。ジェームズ2世は12月16日にロンドンに戻り、翌日ウィレム3世がロンドンに到着すると、事実上の囚人となった。その後ウィレム3世はジェームズ2世の再度の亡命を認めた。
ウィレム3世は事実上の王として王位を拒否し、代わりに1688年12月21日、暫定政権とは別の貴族の会議を招集した。12月23日、ジェームズ2世はフランスへ到着した:255。12月26日、貴族達は1685年にジェームズ2世の忠実な議会 (Loyal Parliament、(英語版)) として選出された議員達を無視して、先代チャールズ2世治世下のオックスフォード議会 (Oxford Parliament、(英語版)) の生き残っていたメンバーと合流した。第2代ノッティンガム伯ダニエル・フィンチは条件付きでジェームズ2世の復権を提案し、サンクロフト大主教 (英語版) にも支持されたが、その考えは却下され、代わりに議会はウィレム3世に本会議の招集を依頼した:312-313。

## 1689年の議会

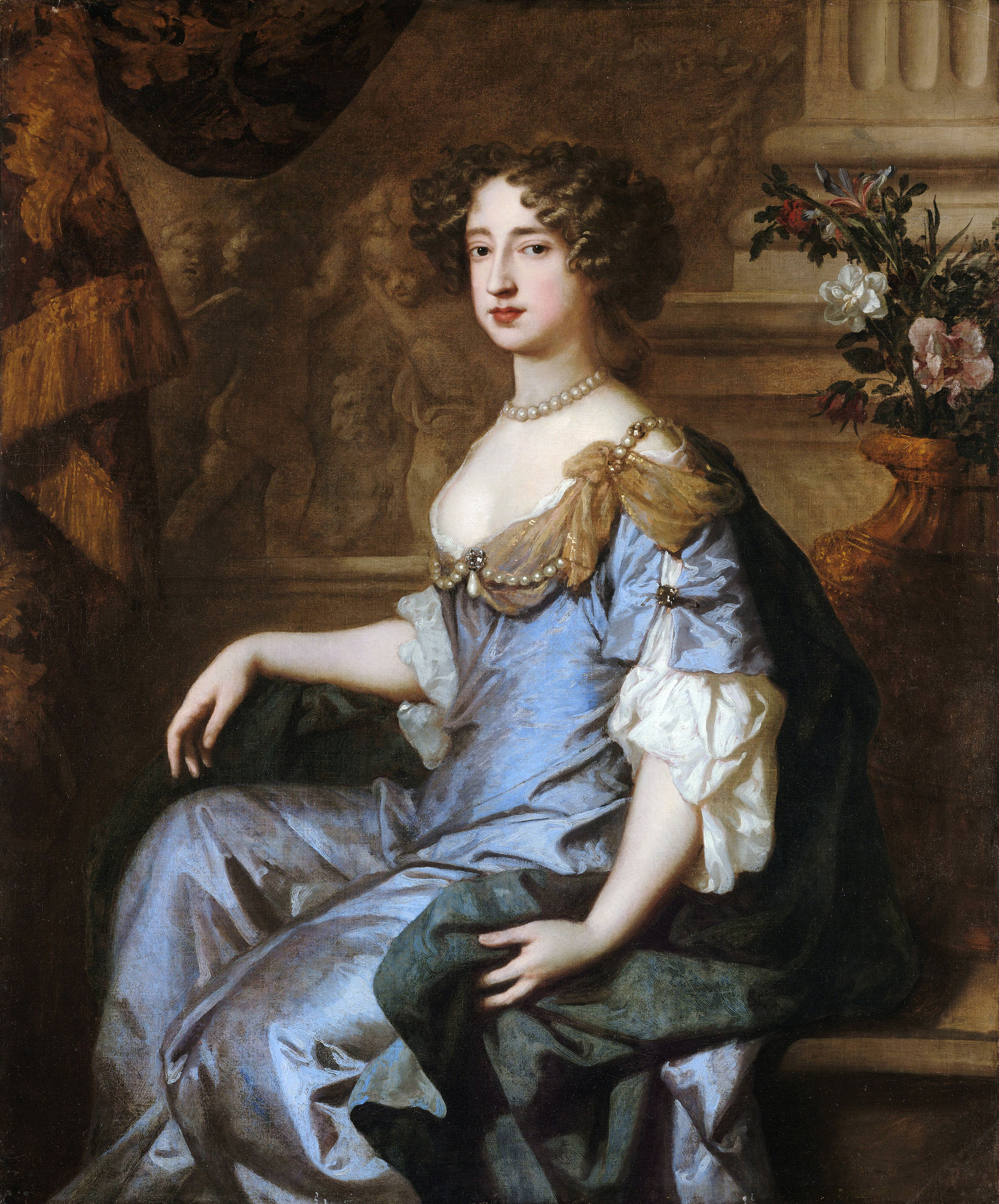
メアリー2世
1677-1680年頃
ピーター・レリー作

1689年1月22日、仮議会が開催された。議会はジェームズ2世が何らかの形で王位を退位したのか、あるいは放棄したのか、そして誰が王位を承継すべきなのかについての議論に長時間を費やした。ホイッグ党は社会契約論に言及し、ウィレム3世一人が王位に就くべきであると主張した :314 。一部の急進的なホイッグ党員たちは共和国制を支持したが、大半の者たちは限定された立憲君主制を主張した :317 。
トーリー党は、ジェームズ2世の摂政としての復権、あるいはウィレム3世の妻メアリーの単独での女王即位を支持した。サンクロフト大主教と彼に忠実な主教達はジェームズ2世が条件付きで復権することを望んだ :319 。
1月29日、イングランドはプロテスタント国家であり、その教徒だけが王位に就けることが決議され、カトリック教徒達の主張は排除された :126 。ジェームズ2世はローマ・カトリック教徒だった。
2月の初めまでに下院は、ジェームズ2世が「退位」し、王位が空位であることに同意したが、上院はコモン・ローによるとその取扱いは不明であるとして退位を否定し、たとえ王位が空位であってもその場合は自動的に次の代に移譲されるべきであるとして、メアリーの即位を示唆した :327 。
しかし2月6日、メアリーもアンもウィレム3世に代わって統治することに同意しないことが明らかになったため、上院はあきらめた 。妥協案として上院はウィレム3世とメアリーが二人とも王位につくことを提案し、下院はウィレム3世だけが法的な権力を握るという条件で合意した。
議会はジェームズ2世の治世下での国家権力の乱用に対処し、プロテスタントの信教と自由を確保するための権利宣言 (Declaration of Right(英語版)) を策定し、2月12日に確定した。
2月13日、ウィレム3世はウィリアム3世として、メアリーはメアリー2世として、イングランド、及びアイルランドの国王と女王になることが宣言された。王冠の受け入れは権利宣言によるものではなく、彼らが法に従って国を統治するという前提に基づいていた:347 。
1689年2月23日、ウィリアム3世は議会を解散させ新しい議会を招集することで、この会議を定例議会 とし、1689年王位及び議会承認法を可決成立させることで、この仮議会の決議を正規のものとした。

## 13植民地への影響
1689年仮議会は13植民地で模倣され、「移行の道具」としてその利用がより受け入れられるようになり、頻繁に使われた。最も有名なものは、アメリカ合衆国憲法が制定された1787年のフィラデルフィア憲法制定会議である  。

## 成立した法令
- 権利の章典 (Bill of Rights 1689)
- 1689年王位及び議会承認法 (Crown and Parliament Recognition Act 1689)
- ウィリアム王の退位 (Absence of King William Act 1689) (英語版)
- Toleration Act 1689 (英語版)
- Distress for Rent Act 1689 (英語版)
- Mines Royal Act 1689 (英語版)